# Boingo Alive
Boingo Alive — двойной альбом нью-вейв-группы Oingo Boingo, выпущенный в 1988 году. Он был исполнен и записан вживую в репетиционной студии без присутствия публики, с исполнением песен с предыдущих альбомов и двух ранее не издававшихся песен в честь десятилетия со дня основания группы.

## Об альбоме
Согласно Los Angeles Times, а также стикерам на обложке и рекламным материалам альбома, Boingo Alive был записан вживую на павильоне звукозаписи в течение девяти вечеров в июле 1988 года. Стикер и реклама также гласили: «Слушайте наши лучшие хиты так, как они должны быть услышаны — вживую.»"
После перехода Oingo Boingo в 1984 году из A&M Records / I.R.S. Records на MCA Records, A&M сохранила право собственности на предыдущие записи группы, но к 1988 году группа получила законную возможность перезаписать свой старый материал. Фронтмен Дэнни Эльфман заявил, что Boingo Alive — это проект, который группа планировала годами, так как они были недовольны звучанием своих студийных записей, особенно в отношении относительной нехватки «энергии». Эльфман заявил: «Это наша 10-я годовщина группы, и мы хотели представить наши песни в том виде, в котором фанаты привыкли видеть нас» .
Решив избегать публики, Эльфман сказал в то время: «Я ненавижу плохое качество воспроизведения и шум толпы от концертных альбомов. В этом было больше смысла. Мы просто играем в большой комнате с мобильным грузовиком снаружи — минус 10 000 кричащих подростков».
«Winning Side» в ноябре 1988 года заняла 14-е место в чартах Billboard Modern Rock Tracks.

## Список композиций

### Диск 1
Автор всех песен — Дэнни Эльфман.
Дорожки, отмеченные звёздочкой, не появляются на долгоиграющей и кассетной версиях альбома.
| №   | Название                            | Оригинальный релиз                                   | Длительность |
| --- | ----------------------------------- | ---------------------------------------------------- | ------------ |
| 1.  | «Dead Man's Party»                  | Dead Man’s Party (1985)                              | 6:22         |
| 2.  | «Dead or Alive»                     | Good for Your Soul (1983)                            | 4:04         |
| 3.  | «No Spill Blood»                    | Good for Your Soul                                   | 4:32         |
| 4.  | «Stay»                              | Dead Man's Party                                     | 3:57         |
| 5.  | «Cinderella Undercover»             | Ранее не издавалась                                  | 4:37         |
| 6.  | «Home Again» (*)                    | BOI-NGO (1987)                                       | 5:24         |
| 7.  | «Help Me» (*)                       | Dead Man's Party                                     | 3:56         |
| 8.  | «Just Another Day»                  | Dead Man's Party                                     | 5:07         |
| 9.  | «It Only Makes Me Laugh»            | So-Lo (1984)                                         | 3:41         |
| 10. | «My Life»                           | BOI-NGO                                              | 4:46         |
| 11. | «Nothing to Fear (But Fear Itself)» | Nothing to Fear (1982)                               | 3:48         |
| 12. | «Not My Slave»                      | BOI-NGO                                              | 4:08         |
| 13. | «We Close Our Eyes» (*)             | BOI-NGO                                              | 3:29         |
| 14. | «Elevator Man» (*)                  | BOI-NGO                                              | 4:26         |
| 15. | «Return of the Dead Man» (*)        | Реприза (инструментальная версия) "Dead Man's Party" | 1:46         |

### Диск 2
Автор всех песен — Дэнни Эльфман, кроме «Violent Love» Вилли Диксона.
| №   | Название                          | Оригинальный релиз                                                 | Длительность |
| --- | --------------------------------- | ------------------------------------------------------------------ | ------------ |
| 1.  | «Winning Side»                    | Ранее не издавалась                                                | 3:57         |
| 2.  | «Wild Sex (in the Working Class)» | Nothing to Fear                                                    | 4:16         |
| 3.  | «Grey Matter»                     | Nothing to Fear                                                    | 5:42         |
| 4.  | «Private Life»                    | Nothing to Fear                                                    | 3:09         |
| 5.  | «Gratitude»                       | So-Lo                                                              | 4:47         |
| 6.  | «No One Lives Forever» (*)        | Dead Man's Party                                                   | 4:06         |
| 7.  | «Mama» (*)                        | 7-дюймовая версия бокс-сета BOI-NGO                                | 4:52         |
| 8.  | «Capitalism» (*)                  | Only a Lad                                                         | 4:12         |
| 9.  | «Who Do You Want to Be»           | Good for Your Soul                                                 | 3:20         |
| 10. | «Sweat»                           | Good for Your Soul                                                 | 4:29         |
| 11. | «Violent Love»                    | Oingo Boingo EP (1980)                                             | 2:21         |
| 12. | «On the Outside»                  | Only a Lad (1981)                                                  | 3:43         |
| 13. | «Only a Lad»                      | Only a Lad / Oingo Boingo EP                                       | 3:50         |
| 14. | «Goodbye, Goodbye»                | Fast Times at Ridgemont High: Music from the Motion Picture (1982) | 3:32         |
| 15. | «Country Sweat» (*)               | Кантри-версия "Sweat"                                              | 5:13         |
| 16. | «Return of the Dead Man 2» (*)    | Реприза (инструментальная версия) "Dead Man's Party"               | 2:40         |

## Участники записи
Oingo Boingo
- Джон Авила[англ.] — бас, вокал
- Стив Бартек — гитары
- Дэнни Эльфман — вокал, ритм-гитара
- Карл Грейвс — клавишные, вокал
- Джонни «Ватос» Эрнандес — барабаны, перкуссия
- Сэм Фиппс[англ.] — тенор и сопрано саксофоны
- Леон Шнайдерман — баритон-саксофон
- Дейл Тёрнер[англ.] — труба, тромбон

Дополнительный музыкант
- Брюс Фаулер[англ.] — тромбон

Технический персонал
- Дэнни Эльфман — сопродюсер
- Стив Бартек — сопродюсер
- Джон Авила — сопродюсер
- Билл Джексон — звукорежиссёр, сведение
- Джим Скотт — дополнительное сведение, дополнительная запись
- Лаура Энгель — живые фото
- Le Mobile — аудиозапись
- Дин Берт — дополнительная запись
- Дэвид Робертс — помощник звукорежиссёра
- Грег Стивенсон — мониторы
- Чарли Брокко — помощник звукорежиссёра (сведение)
- Роберт Харт — помощник звукорежиссёра (сведение)
- Джефф ДеМоррис — помощник звукорежиссёра (сведение)
- Стивен Маркуссен — мастеринг
- Вартан[англ.] — художественное направление
- DZN, The Design Group — дизайн
- Джорджана Дин[англ.] — иллюстрация
- Джон Скарпати — групповое фото
- Стив Дженнингс — концертные фотографии
- Джон Бурлан — концертные фото
- Шон Райли — концертные фотографии

## Упоминание в массовой культуре
- Версия от Boingo Alive песни «Who Do You Want to Be» является саундтреком в видеоиграх Tony Hawk's American Wasteland и Tony Hawk's American Sk8land[англ.].
- Версия от Boingo Alive песни «Stay» прозвучала в бразильской теленовелле Top Model.
- Версия от Boingo Alive песни «Home Again» прозвучала в фильме «Один дома 3».
- Постер с обложкой Boingo Alive появляется в одной из сцен романтической комедии «Немножко беременна».